# Dürnbach (Gemeinde Ternberg)
Dürnbach ist ein Ortsteil der Marktgemeinde Ternberg in Oberösterreich.
Dürnbach liegt zwischen Garsten und Ternberg, etwa 10 km südlich von Steyr, am linken Ufer der Enns, am Übergang vom Bergland zum Hügelland. Durch Dürnbach führt die Rudolfsbahn mit einer Haltestelle.
Eine Besiedlung der Gegend lässt sich für die Bronze-, Jungstein- und Römerzeit nachweisen.

## Sehenswürdigkeiten
- Babarakapelle der Ennskraftwerke neben der Enns